# Koto Sentajo
Koto Sentajo is een bestuurslaag in het regentschap Kuantan Singingi van de provincie Riau, Indonesië. Koto Sentajo telt 1391 inwoners (volkstelling 2010).